# SR-47
El SR-47 es un fusil de asalto moderno basado en la familia de fusiles AR-15 creada por Knight's Armament Company para el USSOCOM. A diferencia de la mayoría de las armas de tipo ArmaLite, el SR-47 es esencialmente un AR-15 que dispara el cartucho soviético 7,62 x 39 del AK-47, lo que explica el "47" en el nombre del arma. El fusil se creó después de que los soldados en las misiones largas en la Operación Enduring Freedom (Operación Libertad Duradera) se quejaban de quedarse sin cartuchos 5,56 x 45 OTAN para sus carabinas M4 pero teniendo grandes cantidades de cartuchos del AK-47 capturados. El SR-47 es básicamente un M4 que dispara los cartuchos estándar del AK-47 en lugar de los cartuchos de la OTAN STANAG M16 / M4, junto con otras modificaciones menores comunes a los diseños de KAC (Knight's Armament Company).

## Desarrollo
El SR-47 es una consecuencia del sistema SOPMOD de la Colt M4. Originalmente iba a ser una gota-en la serie de piezas para convertir un M4 o M16 en el campo para disparar munición 7,62 × 39 mm. Este requisito se cambió más tarde para exigir que el arma aceptara y se alimentara del cargador Kalashnikov. La complejidad de esta tarea hizo que los planificadores repensaran este enfoque y nació la idea de un arma completa que todavía podía usar accesorios SOPMOD estándar.
Después de los ataques del 11 de septiembre de 2001, SOCOM realizó una convocatoria abierta para un fusil que disparase el cartucho 7,62 x 39 y tuviese un diseño similar al del M16. Este fue conocido como el SPR-V. Tres empresas presentaron modelos: Lewis Machine & Tool (LMT), Robinson Armament y KAC. Después de una serie de ensayos, el paquete se redujo a la carabina RAV-02 Robinson y el KAC SR-47.
El SR-47 se basa en los fusiles de la serie Knight Stoner Rifle (o SR). Muchos aspectos del fusil se asemejan a un M16, pero casi todas las piezas son ligeramente más grandes para manejar el cartucho 7,62 x 39. Utilizan el cargador estándar del AK-47 y el brocal del cargador está modificado para aceptar los cargadores del AK-47.
Solo se conocen siete fusiles. Seis fueron suministrados al USSOCOM y uno fue retenido en el museo de Knight Co. En cuanto a este hecho, se ha reconocido el uso del fusil SR-47 por la unidad antiterrorista de élite búlgara SOBT (СОБТ, en búlgaro).
El fusil utiliza un cañón personalizado fabricado por Obermeyer Barrel Co. de Wisconsin. Se mecaniza para aceptar un silenciador personalizado fabricado por la Knight.
En 2012 Rock River Arms comenzó a comercializar un fusil semiautomático muy similar al SR-47, llamado LAR-47.